# Пшехская
Пшехская — станица в Белореченском районе Краснодарского края России. Административный центр Пшехского сельского поселения.

## География
Станица расположена на левом берегу реки Пшеха в 7 км на юго-запад от Белореченска.

## История
Основана в 1862 году.
Станица входила в Майкопский отдел Кубанской области.

## Население
| 2002 | 2010  | 2021  |
| ---- | ----- | ----- |
| 4915 | ↗5064 | ↘4907 |

По данным Всероссийской переписи 2002 года в станице проживали русские (52,9 %), турки (12,4 %), армяне (4,9 %), а также украинцы, хемшилы и др.

## Объекты культурного наследия
- Атаманское правление, конец XIX в.;
- Церковь Рождества Богородицы, 1860-е годы;
- Мемориальный комплекс: братская могила 31 чоновца, погибшего от рук белогвардейцев, 1922 год; братская могила воинов-минометчиков батареи Горлова, 1942—1943 годы; могила неизвестного советского солдата, 1942—1943 годы, 1959 год; обелиск в честь земляков, погибших в годы Великой Отечественной войны, 1959 год[9].